# Катастрофа Learjet 60 в Южной Каролине
Катастрофа Learjet 60 в Южной Каролине — авиационная катастрофа, произошедшая незадолго до полуночи в пятницу 19 сентября 2008 года. Самолёт Learjet 60 (регистрационный номер N999LJ) разбился во время выполнения взлёта в аэропорту Колумбия Метрополитан в Южной Каролине. На момент взлёта погода была прохладной, сухой и ясной. Самолёт ударился об огни освещения взлётно-посадочной полосы и врезался в ограждение, выехав на шоссе 302 Южной Каролины, остановившись на набережной возле шоссе. Никто на земле не пострадал, но четыре из шести человек, находившихся на борту самолёта (в том числе оба пилота) погибли в катастрофе, а двое других, Трэвис Баркер и Адам Гольдштейн, получили тяжёлые ожоги. Данный рейс был чартерным. Баркер и Гольдштейн отправлялись в Ван Найс после бесплатного концерта их группы TRV$DJAM в клубе «Пять точек» (Колумбия).

## Выжившие и погибшие
На борту самолёта находились известные музыканты Трэвис Баркер и Адам Гольдштейн, которые оказались единственными выжившими в катастрофе. Они смогли вовремя покинуть борт и проинформировали экстренные службы о наличии ещё четверых человек в горящем самолёте. Баркер получил ожоги второй и третьей степени, которые покрывают примерно 2/3 его тела.
Другие лица, находившиеся на борту:
- Командир воздушного судна — 31-летняя Сара Леммон (англ. Sarah Lemmon).
- Второй пилот — 52-летний Джеймс Бленд (англ. James Bland).
- Крис Бейкер (англ. Chris Baker), ассистент Трэвиса Баркера.
- Чарльз Стилл (англ. Charles Still), охранник Баркера и Гольдштейна.

## Расследование
Место катастрофы оставалось нетронутым до прибытия следователей Национального совета по безопасности на транспорте. Взлётно-посадочная полоса 11/29 аэропорта Колумбия Метрополитан была закрыта до утра 21 сентября. Так как взлётно-посадочная полоса 05/23 была также закрыта из-за проведения работ по асфальтированию, аэропорт был полностью закрыт для воздушных перевозок. Лёгкие самолёты были перенаправлены в аэропорт Колумбия Оуэнс Даунтаун, а 20 регулярных рейсов, на которых было зарегистрировано 400 пассажиров, были отменены.
Помимо этого, из-за времени, необходимого для устранения пожара и выполнения очистки территории, шоссе 302 Южной Каролины, на котором находились обломки самолёта, было закрыто до 6:00 25 сентября.
На самолёте отсутствовал бортовой самописец, но в ходе расследования был найден бортовой магнитофон. В записи слышно, как пилот указывает на звук спуска покрышек и пытается выполнить процедуру прерванного взлёта. На месте крушения действительно были обнаружены куски шин.
Оба выживших пассажира, а также семьи двоих погибших, подали иски о взыскании убытков с различных сторон, в том числе с компании Learjet, производителя покрышек Goodyear. Помимо этого, Гольдштейн предъявил иск семьям погибших пилотов.

### Окончательный отчёт
Национальный совет по безопасности на транспорте опубликовал окончательный отчёт о причинах катастрофы 16 июля 2010 года. В нём указаны две основные причины катастрофы:
- Покрышки были сильно недокачаны, в результате чего некоторые из них сдулись во время разбега при взлёте.
- Командир воздушного судна прервала взлет на скорости 144 узла (267 км/ч). Стандартная процедура прерванного взлёта для самолёта Learjet 60 предусматривает скорость не более 80 узлов (150 км/ч). На более высоких скоростях прерванный взлёт сделает самолёт Learjet неуправляемым. Для данного взлёта максимальная скорость, на которой можно было произвести прерванный взлёт, составляла 136 узлов (252 км/ч).[9]

## Последствия
Гольдштейн умер в своей квартире в Нью-Йорке 28 августа 2009 года от передозировки наркотиков (сочетание кокаина и рецептурных лекарств, которые были выписаны ему после катастрофы).
После катастрофы Баркер стал страдать аэрофобией, из-за чего в музыкальных турах теперь пользуется исключительно поездами и паромами.
В 2021 году Баркер снова сел в самолёт, благодаря помощи своей жены Кортни Кардашьян.